# Torna a Sorrento
Pour plus de détails, voir Fiche technique et Distribution.
Torna a Sorrento est une comédie musicale italienne réalisée par Carlo Ludovico Bragaglia et sortie en 1945.

## Synopsis
Luisa, originaire de Naples, se rend à Rome pour rencontrer son fiancé. À la suite d'une méprise, elle ne peut le rencontrer et fait la connaissance d'un homme du même nom qui a intercepté par erreur un message que la jeune fille avait adressé à son fiancé, un certain Mario Bianchi. L'histoire est compliquée par la dénonciation du père de la fille et de l'oncle du garçon qui les accusent de s'enfuir et d'avoir détourné de l'argent... mais ce n'est pas le bon qui sera arrêté !
Dans la cellule, les deux Mario Bianchi se rencontreront et l'issue sera positive pour l'un d'entre eux, qui deviendra un grand chanteur.

## Fiche technique
- Titre original italien : Torna... a Sorrento[1]
- Réalisateur : Carlo Ludovico Bragaglia
- Scénario : Aldo De Benedetti
- Photographie : Mario Albertelli (it), Giuseppe La Torre
- Montage : Alma Del Pezzo
- Musique : Cesare A. Bixio, interprété par Gino Bechi avec la participation de la soprano Emilia Carlino, direction orchestrale d'Ezio Carabella et Graziano Mucci.
- Décors : Alberto Boccianti (it), Umberto Torri
- Production : Giulio Manenti (it), Romolo Laurenti, Isidoro Broggi
- Sociétés de production : Manenti Film
- Pays de production :  Royaume d'Italie
- Langue originale : italien
- Format : Noir et blanc - 1,37:1 - Son mono - 35 mm
- Durée : 84 minutes
- Genre : Comédie musicale
- Dates de sortie :
  - Royaume d'Italie : 7 novembre 1945 (Rome)

## Distribution
- Gino Bechi : Mario Bianchi, représentant
- Adriana Benetti : Luisa Vannini
- Aroldo Tieri : Mario Bianchi, le fiancé de Luisa
- Marcella Rovena : la tante de Luisa.
- Guglielmo Barnabò : avocat Vannini, père de Luisa.
- Marcello Giorda : Commissaire de P. S.
- Arturo Bragaglia : Michele Santucci, oncle du fiancé de Luisa
- Loris Gizzi : Giulio Bertini, ami du représentant
- Camillo Pilotto : Commendator Zucchini, imprésario théâtral
- Paolo Ferrara : commissaire adjoint
- Amilcare Pettinelli : directeur de radio

## Production
Produit par Giulio et Olga Manenti, le film a été tourné pour les intérieurs dans les studios de SAFA Palatino. Les extérieurs ont été tournés à Rome, Piazza San Silvestro et à l'intérieur du bureau de poste, Piazza Esedra avec des plans de la basilique Santa Maria degli Angeli e dei Martiri, de la fontaine des Naïades, de l'ancienne gare Termini, de la Via Nazionale, du Largo di Torre Argentina avec des plans du théâtre Argentina, de l'aire sacrée et de la Tour Papito avec son portique annexe.